# 霊獣
霊獣（れいじゅう）とは、神話や伝説でこの世の動物達の長だと考えられた特別な4つの瑞獣に代表される、特異な特徴（いくつかの動物の特徴を合わせたものが見られる）を持つ動物のこと。これらは四霊とも呼ばれている。
- 鱗蟲の長：応竜（おうりゅう）
- 介蟲の長：霊亀（れいき）
- 毛蟲の長：麒麟（きりん）
- 羽蟲の長：鳳凰（ほうおう）など